# مگی کری
مگی کری (انگلیسی: Maggie Carey; ح. ۱۹۷۴/۱۹۷۵ (۴۹–۵۰ سال) – ) کارگردان فیلم، فیلم‌نامه‌نویس، تهیه‌کننده فیلم، و تهیه‌کننده تلویزیونی اهل ایالات متحده آمریکا بود. وی از سال ۲۰۰۱ میلادی تاکنون مشغول فعالیت بوده‌است.